# علی‌آباد (جلگه چاه هاشم)
علی‌آبادکچک چاه جنگی خان روستایی در دهستان جلگه چاه هاشم بخش جلگه چاه هاشم شهرستان دلگان استان سیستان و بلوچستان ایران است.

## جمعیت
بر پایه سرشماری عمومی نفوس و مسکن در سال ۱۳۹۵ جمعیت این روستا ۳۳۹ نفر (۷۳خانوار) بوده‌است.